# Symfonie nr. 29 (Mozart)
Symfonie nr. 29 in A majeur, KV 201, is een symfonie van Wolfgang Amadeus Mozart. Hij voltooide het stuk op 6 april 1774.

## Orkestratie
De symfonie is geschreven voor:
- Twee hobo's.
- Twee hoorns.
- Strijkers.

## Delen
De symfonie bestaat uit vier delen:
- I Allegro moderato.
- II Andante.
- III Menuetto: allegretto.
- IV Allegro con spirito.